# Distretto di Luanshya
Il distretto di Luanshya è un distretto dello Zambia, parte della Provincia di Copperbelt.
Il distretto comprende 28 ward:
- Baluba
- Buntungwa
- Buteko
- Chifulube
- Chilabula
- Chitwi
- Fisenge
- James Phiri
- Justine Kabwe
- Kafubu
- Kafue
- Kansengu
- Kawama
- Levi Chito
- Lumumba
- Mikomfwa
- Milyashi
- Mipundu
- Misaka
- Mpatamatu
- Mpelembe
- Mulungushi
- Muva Hill
- Ngebe
- Nkoloma
- Nkulumashiba
- Twashuka
- Zambezi